# 龍野站
龍野站（日语：／ Tatsuno eki */?）是位於兵庫縣龍野市揖保川町，屬於西日本旅客鐵道（JR西日本）山陽本線的車站。

## 概要
「龍野」的車站，距離舊龍野市中心5公里的位置，現時合併成為龍野市。車站位於舊山陽道正條宿附近。在啟用當時，曾計劃建設連接此站至龍野城下町，約5公里的龍野鐵道，但是最後沒有實現。
在1889年（明治22年）11月1日，山陽鐵道姬路站至此站開業。但是，當時由於跨越揖保川的鐵橋工程大幅延遲完成，因此於川的東面建設臨時車站並啟用。車站在1890年（明治23年）山陽鐵道啟用時已經使用「龍野」，在戰後長期時間位於舊龍野市鄰町揖保郡揖保川町。在2005年（平成17年）10月1日，舊龍野市、揖保川町等把1市3町合併成施龍野市，使車站與所在自治體也是一致使用「龍野」。
在JTB時間表中，此站不是龍野市代表車站，而是使用舊龍野市中心車站姬新線本龍野站。此站設有龍野市社區巴士巴士路線，沿揖保川北上往市中心。

## 歷史
- 1889年（明治22年）11月1日 - 山陽鐵道從姬路站延伸至此站開業[1]。為旅客、貨運車站。當時車站位於近姬路一方的揖保川（日语：揖保川）東邊，為臨時車站並開始營業。
  - 當時車站位於兵庫縣揖西郡揖保村（日语：揖保村）揖保中（現時為兵庫縣龍野市揖保町（日语：揖保村）揖保中）。
- 1890年（明治23年）7月10日 - 路線延長至有年站，並車站遷移至現地[1]。
  - 當時車站位於兵庫縣揖西郡神部村（日语：神部村）黍田。
- 1896年（明治29年）4月1日 - 隨著揖保郡成立，車站位於兵庫縣揖保郡神部村黍田。
- 1906年（明治39年）12月1日 - 山陽鐵道國有化（日语：鉄道国有法），成為官設鐵道車站。
- 1906年（明治39年）- 現時的車站大樓建成。
- 1909年（明治42年）10月12日 - 制定路線名稱。成為山陽本線車站。
- 1951年（昭和26年）4月1日 - 隨著揖保川町成立，車站位於兵庫縣揖保郡揖保川町黍田。
- 1972年（昭和47年）3月15日 - 終止貨物起卸業務。
- 1987年（昭和62年）4月1日 - 伴隨國鐵分割民營化，車站由西日本旅客鐵道（JR西日本）營運。
- 1992年（平成4年）11月1日 - 綠色窗口開始營業[2]
- 2003年（平成15年）11月1日 - 此站可以使用IC卡ICOCA[3]。
- 2005年（平成17年）10月1日 - 隨著龍野市成立，車站位於兵庫縣龍野市揖保川町黍田。
- 2006年（平成18年）10月1日 - 引入JR京都・神戶線運行管理系統（日语：アーバンネットワーク運行管理システム#JR京都・神戸線システム）。
- 2007年（平成19年）3月18日 - 更新車站自動廣播（日语：駅自動放送）。
- 2012年（平成24年）3月17日 - 閘內升降機開始使用。
- 2015年（平成27年）3月12日 - 進站警告聲停止使用，進站音樂改為JR神戶線標準「細波」音質變更版[4]。
- 2025年（令和7年）5月31日，龍野站啟用全新的跨站式站房，而原本建於明治時期的舊站房也遭到拆除[5][6]。

## 車站構造
本站是設有2面2線單式月台的地面車站，月台可容納12卡車廂。本站過去設有2面3線的混合式月台，位於島式月台的中線（2號月台）已經撒走。在未撒走前，站內設有轉轍器和絶對信號機，因此本站被定義為停留所
此站為業務委託車站，由JR西日本交通服務負責車站業務，並由相生站負責管理。此站可使用ICOCA與互相使用的IC，在站內設有IC卡簡易型自動閘機（可支援磁式車票、定期票）。2012年3月17日，此站的升降機開始使用。

### 月台
| 月台 | 路線     | 方向 | 目的地                   | 備註                   |
| ---- | -------- | ---- | ------------------------ | ---------------------- |
| 1    | 山陽本線 | 下行 | 播州赤穗、上郡、岡山方向 | 日間設有赤穗線直通列車 |
| 2    | 山陽本線 | 上行 | 姬路、大阪方向           | 日間只有列車前往姬路   |

- 已經廢止中線月台編號已被取代。

## 時間表
在日間時段，每小時設有2班普通列車停站。在2016年3月26日時間表修正起，日間再沒有新快速列車班次，只於早晚通勤時段才設有，由於在西相生站、坂越站與播州赤穗站的月台上只可容納8卡車廂，此站停站的快快速不會以12卡編成運行，並於姬路站進行增結或分離車廂。在新快速運行區間的另一方也有這個情況，在北陸本線米原站以北或湖西線近江今津站以北不會以12卡編成運用，在這些車站會進行增結或分離車廂。

## 使用狀況
根據《兵庫縣統計書》與《龍野市統計書》，在2017年（平成29年）度1日平均乘車人次為2,172人。
以下為車站近年1日平均乘車人次：
| 年度   | 1日平均 乘車人次 |
| ------ | ---------------- |
| 2000年 | 2,382            |
| 2001年 | 2,243            |
| 2002年 | 2,108            |
| 2003年 | 2,053            |
| 2004年 | 2,024            |
| 2005年 | 1,983            |
| 2006年 | 1,967            |
| 2007年 | 1,978            |
| 2008年 | 1,998            |
| 2009年 | 1,940            |
| 2010年 | 1,955            |
| 2011年 | 2,014            |
| 2012年 | 2,088            |
| 2013年 | 2,151            |
| 2014年 | 2,091            |
| 2015年 | 2,169            |
| 2016年 | 2,177            |
| 2017年 | 2,172            |

## 車站周邊
- 龍野市政廳揖保川綜合分所（前揖保川町公所）
- 龍野市綜合文化會館水堂
  - 龍野市立揖保川圖書館
- 龍野市立揖保川公民館
- 揖保川郵局（日语：揖保川郵便局）
- 片島簡易郵局
- 正条北簡易郵局
- 神戶神社（日语：神戸神社）
- 國道2號
- 揖保川（日语：揖保川）
- 昭和高分子龍野工廠
- 龍野市社區巴士（日语：たつの市コミュニティバス）巴士站
  - 日山路線[]
- 車站周邊設有投幣式停車場。

## 相鄰車站
西日本旅客鐵道
 山陽本線（包含赤穗線直通列車）
■新快速、■普通（西明石站以東為快速列車班次）
網干－龍野－相生

## 外部連結
- 龍野｜車站資訊：JR出門網 - 西日本旅客鐵道